# Famille Seillière
La famille Seillière (puis Seillière de Laborde) est une dynastie de banquiers et d'industriels français, appartenant à la haute bourgeoisie française et à la noblesse pontificale.

## Histoire
La filiation suivie de cette famille débute avec François, marchand de Saint-Mihiel. Il a deux fils :
- Florentin Seillère (olim Cellier ou Sellier), orthographe fixée par jugement du 8 décembre 1817, il est créé baron de l'Empire le 2 janvier 1814 et baron héréditaire le 2 août 1817[1]. Cette branche s'éteindra avec Gaston Seillère né en 1882[1], fils d'Alexandre (1846-1915) et de Marguerite de Galliffet (1863-1898).
- Aimé Sellier, garde de la porte du comte de Provence en 1785, auteur de la famille Seillère subsistante de nos jours[1].

La famille Seillière comprend deux branches : celle (cadette) des barons d'Empire français (par lettres patentes de l'empereur Napoléon Ier du 2 janvier 1814, confirmés en 1843), propriétaires de la Banque Seillière-Demachy, éteinte en la personne de François Alexandre (1849-1932), 5e baron Seillière ; et celle (aînée) des barons romains (par bref du pape Léon XIII en date du 17 septembre 1885), dont Ernest-Antoine Seillière est l'actuel chef et membre de la Réunion de la noblesse pontificale. Le nom de Laborde (nom de famille de la mère du premier baron romain) a été adjoint au patronyme Seillière en application de la loi du 11 germinal an XI (1er avril 1803) par l'autorité administrative (décret pris en Conseil d'État), procédure de changement de nom.

## Personnalités
- Florentin Seillière (1744-1825), oncle d'Aimé, industriel, négociant et banquier ;
- Aimé-Benoît Seillière (1776-1860), receveur des finances à Nancy, banquier et industriel dans les Vosges ;
- François-Alexandre Seillière (1782-1850), fils de Florentin Seillière, banquier à Paris, membre du conseil des Manufactures, créé baron en 1843 ;
- Benoît-Aimé Seillière (1802-1852), industriel dans les Vosges ;
- Nicolas-Ernest Seillère (1805-1865), fils de Benoît-Aimé Seillière industriel, conseiller général des Vosges de 1848 à 1852 ;
- Florentin-Achille Seillière (1813-1873), fils de François-Alexandre Seillière et banquier des chemins de fer ;
- Edgar-Aimé Seillière (1835-1870), industriel, baron romain, petit-fils de Benoît-Aimé Seillière, époux de Marie de Laborde ;
- Frédéric Seillière (1839-1899), ingénieur des Arts et Manufactures, industriel, créé baron romain en 1885 ;
- Jeanne Seillière (1839-1905), « princesse de Sagan » à la suite de son mariage avec Boson de Talleyrand-Périgord ;
- Ernest Seillière (1866-1955), écrivain, journaliste et critique, membre de l'Académie des sciences morales et politiques et de l'Académie française ;
- Thyra Seillière (1880-1973), femme de lettres ;
- Ernest-Antoine Seillière (1937), haut fonctionnaire et homme d'affaires, président du CNPF puis du MEDEF ;
- Joséphine Seillière (1973), femme politique, députée de la 14ème circonscription de Paris depuis 2024.

## Généalogie
- François Aimé Seillière (1707-1749)
  - Aimé Seillière (1742-1793)
    - Aimé-Benoît Seillière (1776-1860)
      - Benoît-Aimé Seillière (1802-1852)
        - Nicolas-Ernest Seillère (1805-1865)
          - Edgar-Aimé Seillière (1835-1870)
            - Ernest Seillière (1866-1955), baron romain par bref du pape Léon XIII en date du 17 septembre 1885.
              - Jean Seillière de Laborde
                - Ernest-Antoine Seillière de Laborde (1937)
                  - Joséphine Seillière de Laborde (1973)

          - Frédéric Seillière (1839-1899)

  - Florentin Seillière (1744-1825), baron Seillière et de l'Empire (décret impérial du 2 janvier 1814), confirmé par lettres patentes du roi Louis XVIII du 2 août 1817.
    - Nicolas Seillère (1770-1844), baron Seillière, transmission du titre à son fils adoptif (et naturel) le baron Florentin-Ernest Bordères-Seillière par lettres patentes du 22 juin 1846.
    - François-Alexandre Seillière (1782-1850), baron Seillière par lettres patentes du roi Louis-Philippe Ier du 31 octobre 1843.
      - Florentin-Achille Seillière (1813-1873)
        - Raymond Seillière (1845-1912)
        - Alexandre Seillère (1846-1915)
          - Gaston (né en 1882)

        - François Alexandre (1849-1932)

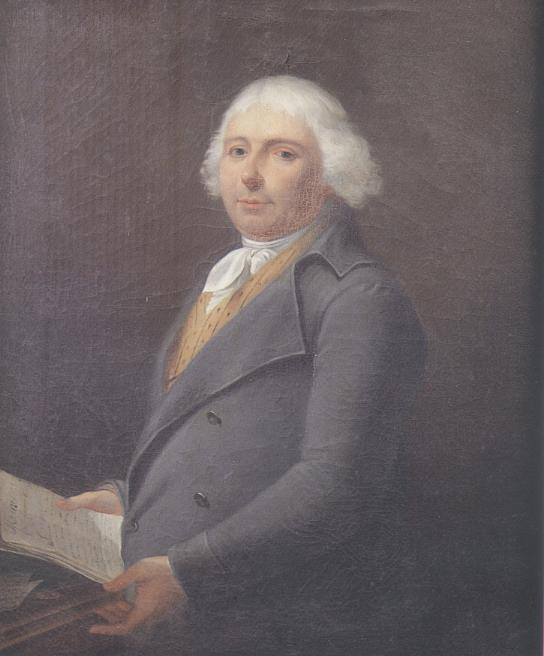
Florentin Seillière.
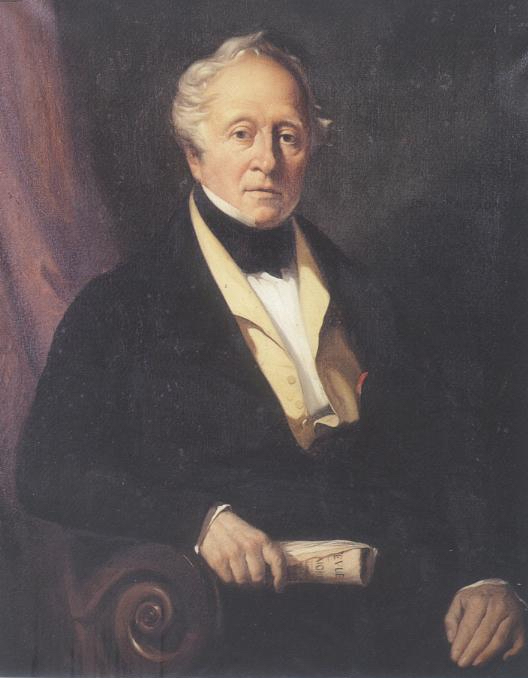
Nicolas Seillière.
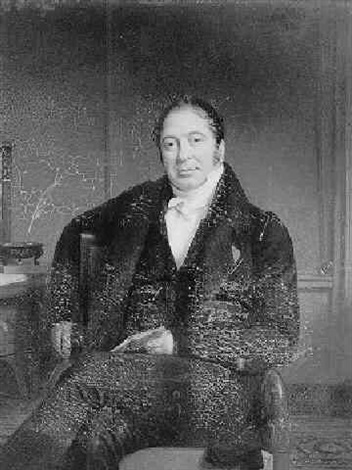
François Seillière (1782-1850).
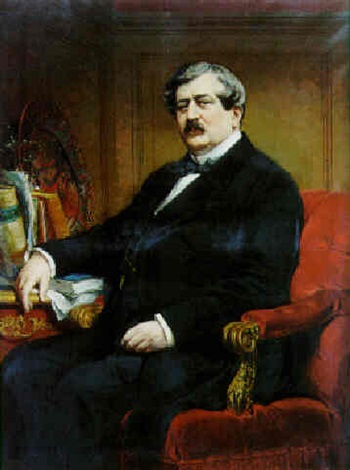
Achille Seillière.
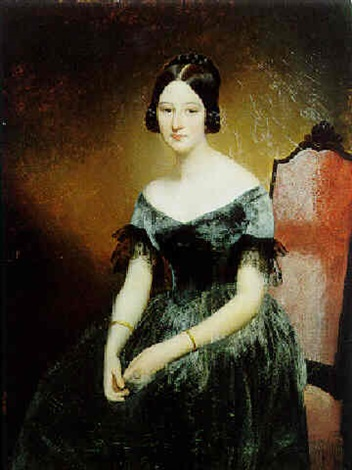
Zoé Seillière.
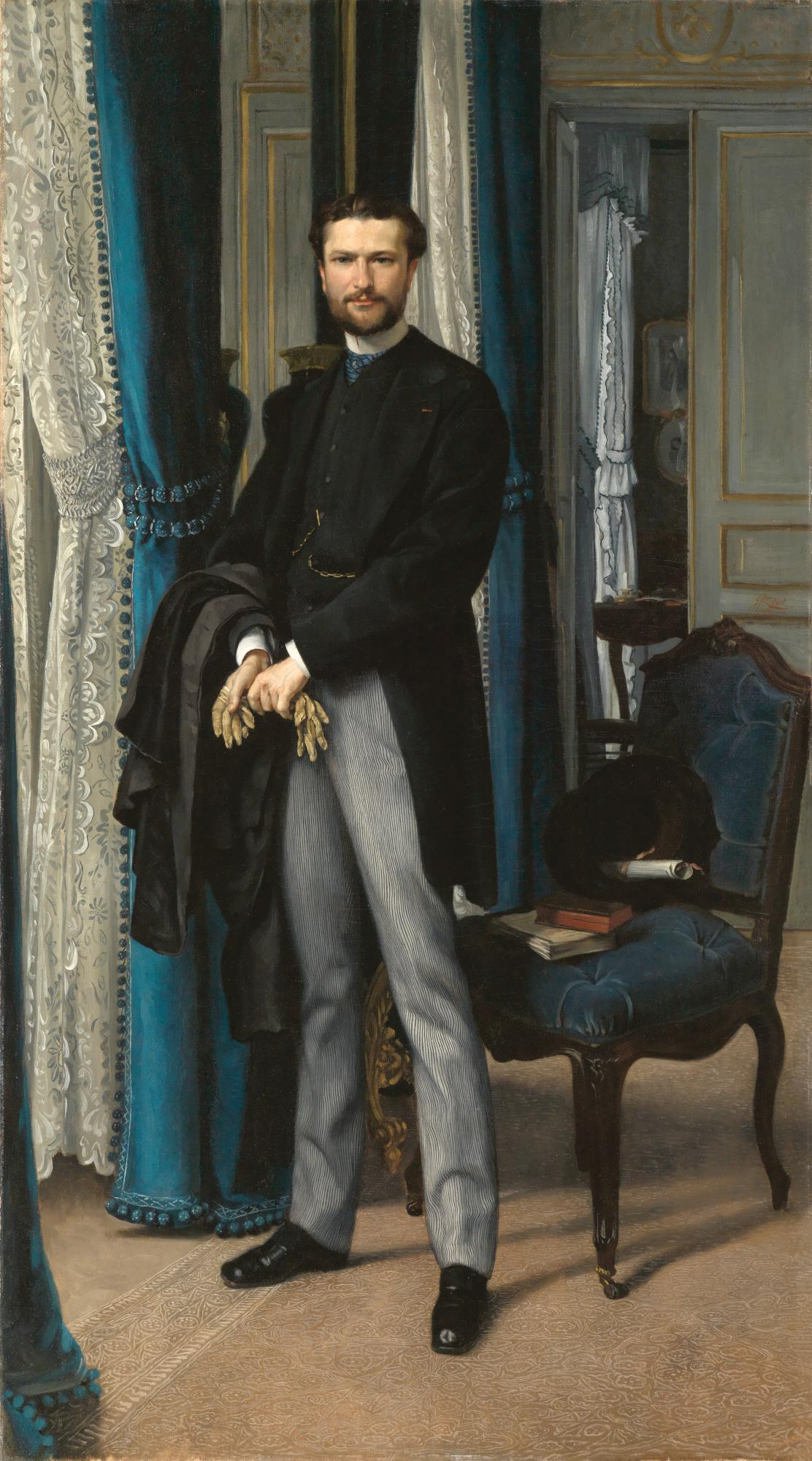
Edgar-Aimé Seillière (1835-1870).
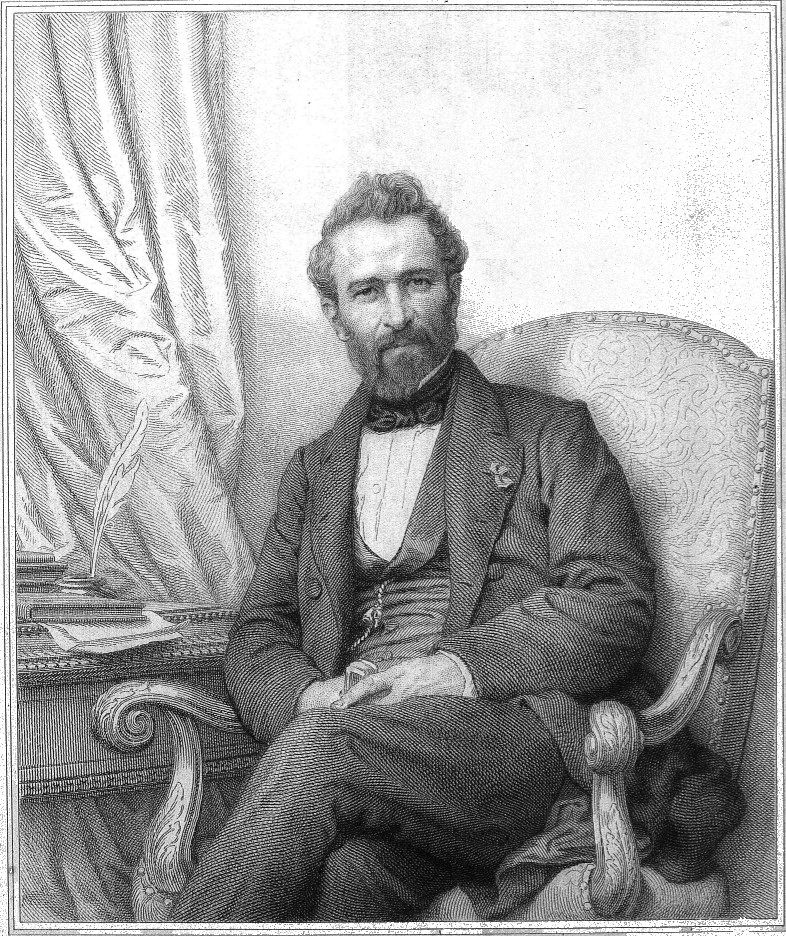
Ernest Seillière.
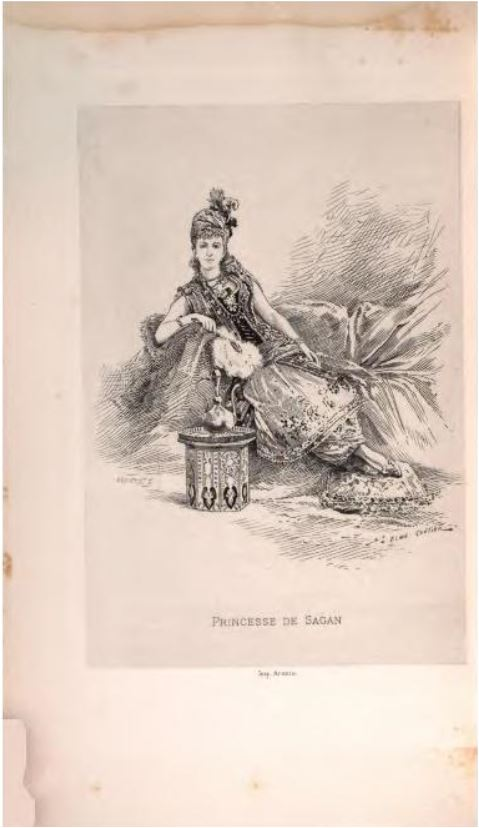
La princesse de Sagan.
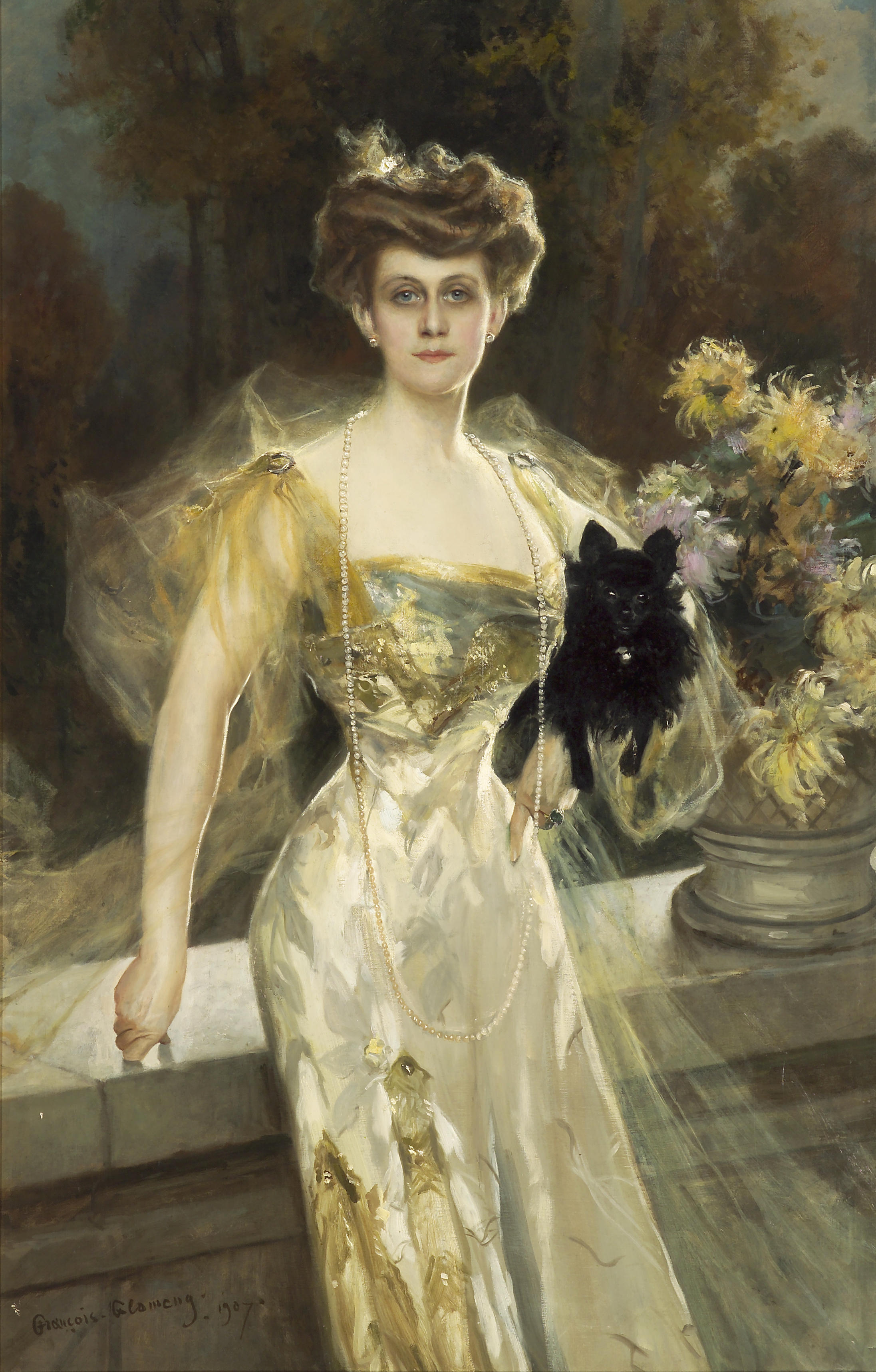
Portrait de Thyra Seillière.
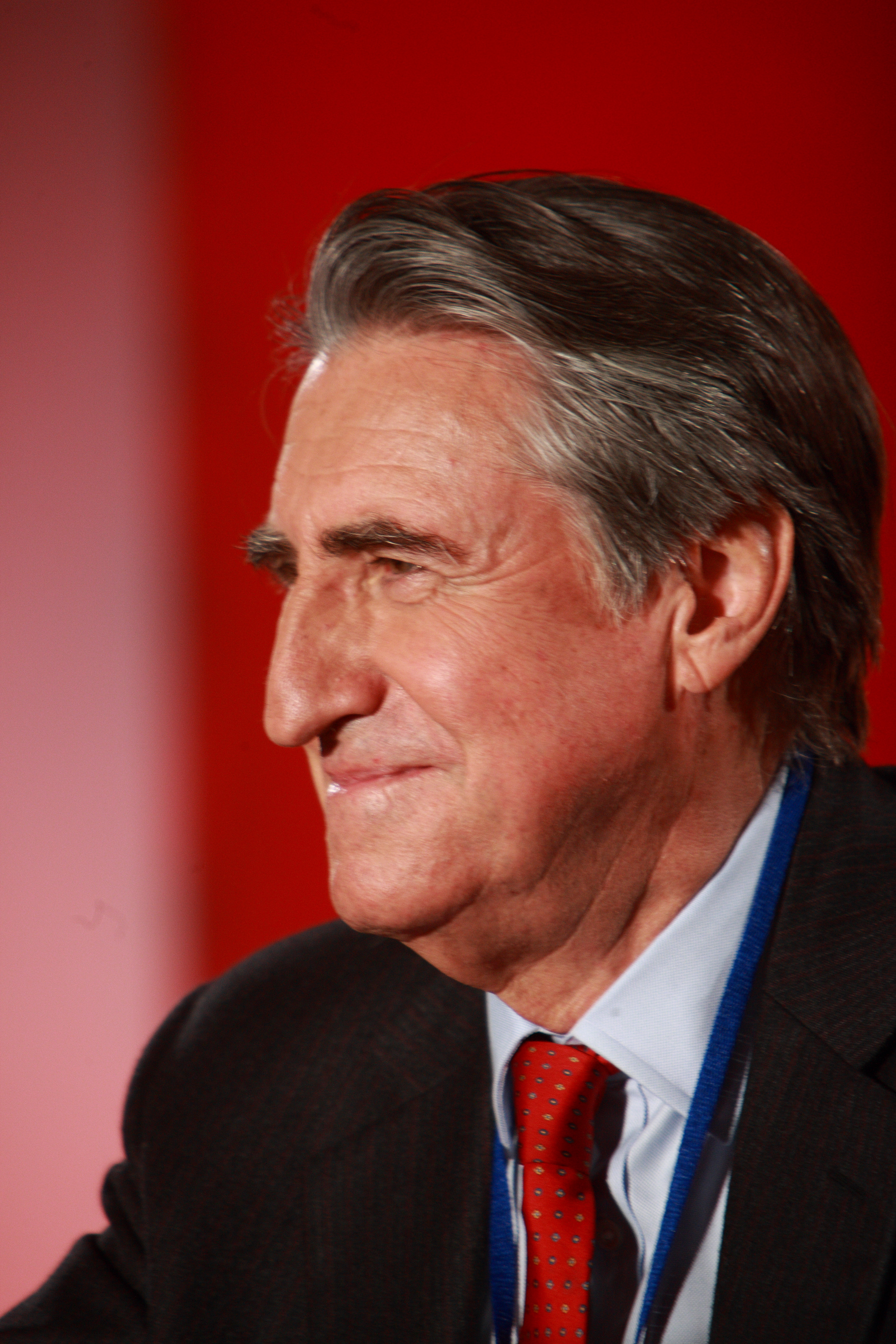
Photographie d'Ernest-Antoine Seillière.

## Sources
- Jean Garrigues, Les patrons et la politique. De Schneider à Seillière, Perrin, 2002
- Michel J. Cuny, Françoise Petitdemange, Christine Cuny, Ernest-Antoine Seillière: quand le capitalisme français dit son nom, 2003
- Charondas,   Le Cahier noir